# Anton Primožič
Anton Primožič, slovenski šolnik, * 14. januar 1855, Pevma pri Gorici, † 17. april 1944, Zagreb.

## Življenje in delo
Rodil se je očetu mlinarju Valentinu in materi Katarini (roj. Bensa).
Primožič je bil po prvem pouku v zasilni šoli šmaverskega kurata Mašere 3 leta na goriški normalki ter v letih 1866–1874 odličnjak gimnazje v Gorici (kjer je bil njegov učitelj slovenščine Fran Levec, sošolec pa kasnejši nadškof F. Sedej). Primožič je bil med tistimi dijaki, ki jih je pripravljal narodni voditelj K. Lavrič za nastope pri čitalniških Besedah in taborih po Goriškem in Vipavskem. Po končani gimnaziji je študiral klasično filologijo v Innsbrucku, kjer so mu bili prijatelji pisatelj A. Koder, častnik Andrej Komel-Sočebran ter drugi Jugoslovani (Dalmatinci) in Čehi. Leta 1878 je diplomiral, 1879 pa promoviral za dr. phil. Na priporočilo prof. Jülga je bil že jeseni 1878 nastavljen v Trstu kot suplent in postal učitelj pri švedskem konzulu. Za časa enoletne vojaške službe na Dunaju, je v drugi polovici leta istočasno učil kot suplent v I. okr. (Hegelgasse) in bil domači učitelj pri rodbini intendanta dvornega gledališča, baronu Besecny-ju.
Službe v domovini ni dobil. Leta 1880 je bil imenovan za gimnazijskega profesorja v Jihlavo, kjer se je popolnoma vživel v češke razmere. Leta 1892 je bil premeščen na Dunaj, (na Sofijino gimn. v II. okrožju), poleg tega je učil slovenščino na gimn. v Terezijanišču. Strokovno je delal kot korektor-revizor za italijanske knjige pri državni založbi šolskih knjig, kot član arheološkega univerzitetnega seminarja, kot član društva Eranos, shajališča klas. filologov in arheologov, ter kot član in predavatelj  društva Mittelschule. Jeseni 1897 je bil dodeljen šolskemu ministrstvu (odsek za pedag. zadeve sred. šol) kot referent za južne avstrjske dežele. Sodeloval je (minister Marchet) pri načrtih za prenovo srednjih šol, sestavil predpise za zrelostne in strokovne izpite (zlasti za klas. jezike) in dijaške disciplinske predpise. Leta 1904 je dobil naslov vladnega svetnika, 1906 pa bil imenovan za deželnega šolskega nadzornika v ministrstvu.
Primožič je bil do pozne starosti vnet popotnik in planinec. Vzpel se je na vse vrhove Kamniških planin, večkrat preplezal vse Julijce (nižje še kot 85-letnik) in veliko hrvških gora. V dijaški dobi je prehodil svojo ožjo domovino in Tirolsko, pozneje je spoznal še pol Evrope. S podporo šolskega ministrstva je 1893 potoval po Italiji do Neaplja, 1903 pa z arheološko ekskurzijo (prof. Dörpfeld) po Grčiji in v Carigrad. V mlajših letih je pisal strokovno-znanstvene članke v različne časopise.